# Liste der Baudenkmale in Veelböken
In der Liste der Baudenkmale in Veelböken sind alle denkmalgeschützten Bauten der mecklenburgischen Gemeinde Veelböken und ihrer Ortsteile aufgelistet. Grundlage ist die Veröffentlichung der Denkmalliste des Kreises Nordwestmecklenburg mit dem Stand vom 16. September 2020.

## Baudenkmale nach Ortsteilen

### Veelböken
| ID   | Lage                  | Bezeichnung | Beschreibung                                      | Bild |
| ---- | --------------------- | ----------- | ------------------------------------------------- | ---- |
| 1429 | Dorfstraße 14 (Karte) | Gutshaus    | 2-gesch. Putzbau, Umbau zum Alten- und Pflegeheim |      |

### Botelsdorf
| ID   | Lage         | Bezeichnung | Beschreibung                    | Bild |
| ---- | ------------ | ----------- | ------------------------------- | ---- |
| 1555 | Dorfstraße 6 | Wohnhaus    | Baudenkmal seit 5. Februar 1998 |      |

### Hindenberg
| ID  | Lage                  | Bezeichnung                                  | Beschreibung | Bild                                         |
| --- | --------------------- | -------------------------------------------- | --- | -------------------------------------------- |
| 695 | Lindenallee 3 (Karte) | Gutshaus mit Lindenrondell, ein Stallgebäude | 2-gesch., mehrfach (1833, 1896) umgebauter Backsteinbau mit Walmdach aus dem 19. Jh. mit 3.-gesch. Turm mit Zeltdach; seit 1827 im Besitz der Familie Johann Heinrich Carl von Behr und seit vom Wilhelm Ahrenholz. | Gutshaus mit Lindenrondell, ein Stallgebäude |

### Passow
| ID   | Lage | Bezeichnung                     | Beschreibung | Bild |
| ---- | --- | ------------------------------- | ------------ | ---- |
| 1044 | Buchholzer Weg 5 | Bauernhaus mit Scheune          |              |      |
| 1602 | B 208 / 100 / 2.954 (nahe Ortsausgang Passow in Richtung Gadebusch, vor Grundstück Nr. 9, nordwestliche Straßenseite) | Meilenstein (Ganzmeilenobelisk) |              |      |

### Rambeel
| ID   | Lage                   | Bezeichnung | Beschreibung | Bild |
| ---- | ---------------------- | ----------- | ------------ | ---- |
| 1084 | telsdorfer Landweg 3   | Bauernhaus  |              |      |
| 1085 | Botelsdorfer Landweg 4 | Bauernhaus  |              |      |

## Ehemalige Baudenkmale

### Rambeel
| ID   | Lage                            | Bezeichnung | Beschreibung                                 | Bild |
| ---- | ------------------------------- | ----------- | -------------------------------------------- | ---- |
| 1082 | Rambeel, Botelsdorfer Landweg 1 | Bauernhaus  |                                              |      |
| 1083 | Rambeel, Botelsdorfer Landweg 2 | Bauernhaus  | gestrichen am 10. September 2004, abgerissen |      |

## Quelle
- Denkmalliste des Landkreises Nordwestmecklenburg (Stand: 9. November 2023; PDF, 1,2 MByte)

- Karte mit allen Koordinaten:
- OSM |
- WikiMap